# Les Âmes dans la grande machine

Les Âmes dans la grande machine (titre original : Souls in the great machine) est un roman de science-fiction de l'écrivain australien Sean McMullen publié en anglais en 1999 et en français en 2004. C'est le premier tome de la trilogie du Grand Hiver (Greatwinter series).

## Argument
Deux mille ans après le Grand Hiver qui faillit provoquer sa disparition, l'humanité est revenue à un stade préindustriel et mène une vie difficile sous la direction d'un régime quasi féodal où l'habileté à se battre en duel prime sur la justice. Périodiquement et de manière imprévisible, un étrange appel ravage les populations et les animaux, leur faisant perdre toute conscience et les obligeant irrésistiblement à se diriger vers le Sud où ils disparaissent.
Un mystérieux rayon calorifique venu du ciel, empêche la création de composants électroniques bloquant ainsi tout progrès technologique. De ce fait, l'industrie est limitée aux machines les plus élémentaires et le pays est parcouru de chars à voiles et à pédales, tandis que les communications sont réalisées par un réseau de téléphotes utilisant la lumière du soleil.
À Rochester, petit État indépendant situé dans ce qui fut l'ancienne Australie, Zarvora Cybeline, la nouvelle dragon noire dirigeant la bibliothèque, bouscule les anciennes traditions. Elle vient d’inventer une curieuse machine, le calculeur, sorte d’ordinateur mécanique où les êtres humains remplacent les puces électroniques. À l'aube d'un nouveau siècle, elle découvre alors, grâce à cet outil, qu'un autre Grand Hiver est sur le point de se produire. En effet, il semblerait que, sur la Lune, d'antiques machines aient continué leur Œuvre millénaire, en construisant un voile destiné à obscurcir les rayons du soleil.

## Genre
Les Âmes dans la grande machine est un roman de science-fiction appartenant au genre steampunk, caractérisé par un univers préindustriel où les technologies sont balbutiantes et essentiellement mécaniques. Il s'y mêle également quelques éléments du roman d'aventures.

## Éditions françaises
Le tome anglais a été édité en deux tomes français intitulés Le Calculeur et Les Stratèges.
- 2004, Les Âmes dans la grande machine I - Le Calculeur, Éd. Robert Laffont, Col. Ailleurs et Demain  (ISBN 2221095901)
- 2004, Les Âmes dans la grande machine II - Les Stratèges, Éd. Robert Laffont, Col. Ailleurs et Demain  (ISBN 2221101561)

Les tomes suivants, Myocene arrow (2000) et Eyes of the calculor (2001), ne sont pas traduits à ce jour.